# Linum kingii
Linum kingii är en linväxtart som beskrevs av S. Wats.. Linum kingii ingår i släktet linsläktet, och familjen linväxter. Inga underarter finns listade i Catalogue of Life.

## Bildgalleri

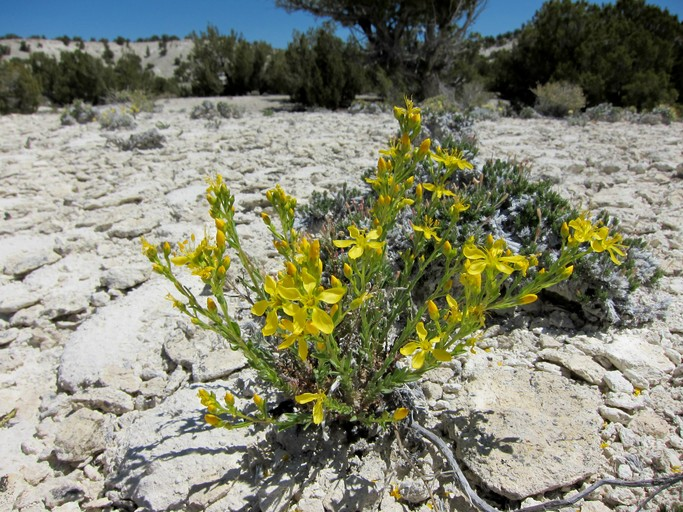